# N547 (België)
De N547 is een gewestweg in België tussen Saint-Ghislain (N51) en Hautrage (N50/N552). De weg heeft een lengte van ongeveer 7 kilometer. Bij de plaats Hautrage wordt het Kanaal Nimy-Blaton-Péronnes gepasseerd.
De gehele weg bestaat uit twee rijstroken voor beide rijrichtingen samen. In Saint-Ghislain bestaat de weg voor een stuk uit 2x2 rijstroken.

## Plaatsen langs N547
- Saint-Ghislain
- Brit
- Hautrage

## N547b
De N547b is een aftakking van de N547 nabij de afritconstructie bij Houtrage. De 55 meter lange route welke ingericht is als eenrichtingsverkeersweg vormt de verbinding van de N547 naar het westelijk gedeelte van het industrieterrein.